# Lone Dröscher Nielsen
Lone Dröscher Nielsen (født 4. november 1964 i Aalborg) er en dansk naturbeskyttelsesforkæmper, der etablerede Nyaru Menteng Orangutan Reintroduction Project i Kalimantan, Borneo, Indonesien i 1998.

## Tidlige liv og arbejde
Hun voksede op i Aabybro i Nordjylland og stødte for første gang på en orangutang, mens hun som fjortenårig arbejdede frivilligt i Aalborg Zoo. Senere, da hun arbejdede som stewardesse for Scandinavian Airlines, meldte hun sig som frivillig til et månedlangt projekt på den indonesiske ø Borneo, og her kom hun i kontakt med orangutanger igen. Fra 1996 til 2010 boede Dröscher Nielsen i Borneo for at redde borneo-orangutangen fra udryddelse som følge af tabet af sit naturlige levested på grund af skovhugst og oliepalmeplantager.

## Nyaru Menteng
Dröscher Nielsen søgte råd fra Dr. Willie Smits fra Borneo Orangutan Survival (BOS) Foundation om muligheden for at oprette et nyt projekt i det centrale Kalimantan for at løse problemet med det stigende antal forældreløse orangutanger. Dr Smits indvilligede i at hjælpe, og med økonomisk støtte fra Gibbon Foundation og BOS Indonesia grundlagde Dröscher Nielsen Nyaru Menteng Orangutan Reintroduction Project i 1998. Hun var i stand til at bygge faciliteterne under en aftale med det indonesiske ministerium for skovbrug, og Nyaru Menteng åbnede officielt sine døre for det første dusin orangutanger i 1999.
Reservatet var designet til at rumme op til 100 forældreløse orangutanger, mens de gennemgik rehabilitering. Foruden karantænebure og en medicinsk klinik havde reservatet et stort skovområde, hvor orangutanger kunne lære de nødvendige færdigheder til at leve i naturen. Nyaru Menteng blev hurtigt det største rehabiliteringscenter for primater i verden med over 600 forældreløse og fordrevne orangutanger i sin pleje i 2009 og et personale på 200 personer.
Mange af disse orangutanger er kun få uger gamle ved ankomsten, og alle er psykologisk traumatiserede. Reservatet redder ikke kun de hovedsageligt forældreløse babyorangutanger fra de lokale beboere og ulovlige dyrehandlere, men har også udviklet en proces for deres gradvise genindføring i den resterende regnskov i Borneo.
Babyer og unge orangutanger, der bringes til centret, plejes 24 timer i døgnet af et hold af "babysittere". Mens de vokser og lærer, føres de til "skovskole", hvor de, med personalet til stede, lærer at klatre i træer og overleve i skoven. I en alder af omkring otte år flyttes de i grupper på omkring 25 til en naboø, som er den første fase i deres frigivelse.
Dröscher Nielsen boede nær Nyaru Menteng Rescue Center, Kalimantan, Borneo og ledede en specialiseret klinik af dyrlæger og paramedicinere samt en arbejdsstyrke af lokale indonesere, der arbejder som babysittere, der plejer de forældreløse orangutanger i centret. I 2010 blev hun tvunget til at forlade Borneo og vendte tilbage til Europa på grund af en livstruende sygdom. Hun arbejdede som Senior Expert Advisor i den internationale organisation Red Orangutangen fra sin base i Wales. I juli 2018 kom Dröscher Nielsen med en officiel udtalelse som svar på kommentarer fra hendes tidligere arbejdsgiver, Red Orangutangen om hendes opførsel, og forklarede hvorfor hun flyttede til Orangutan Land Trust. 

## Tv og film
DR lavede i 2007 TV-dokumentaren Kvinden med aberne om Lone Dröscher Nielsen tilrettelagt af journalist Anna Katrin Nørgaard. Nyaru Menteng har været med i Animal Planet 's prisvindende serie Orangutan Island, BBCs Orangutan Diary, Saving Planet Earth og Growing Up .. . Orangutang (BBC / Discovery Channel ). Dröscher Nielsen medvirkede i den australske dokumentarfilm The Burning Season fra 2008.

## Bøger
I 2006 udgav Dröscher Nielsen Fra skovbørnehave til frihed med Pia Lykke Bertelsen på engelsk, tysk og dansk. Bogen er en fotografisk historie, der følger to babyorangutanger, Emma og Emil, der vokser op i rehabiliteringscentret og til sidst frigives i naturen med fotos af Humphrey Watchman, Steve Leonard, Sam Gracey, Lone Dröscher Nielsen og Danielle Brandt.
I 2013 udgav Dröscher Nielsen & Robert Kirstejn Schmidt biografien 'Kvinden med Aberne' (Lindhardt og Ringhof). I bogen fortælles historien om, hvordan Lone Dröscher Nielsen i 1999 grundlagde et center for den truede orangutang på Borneo, og i 2012 var hun med til at udsætte den første gruppe af rehabiliterede orangutanger i Borneos regnskov. I bogen følger vi Lone tilbage til centeret for første gang efter to års fravær og i hendes gensyn med nogle af de orangutanger, der har haft en helt speciel betydning for hende.
KVINDEN MED ABERNE er historien om en kvinde, der har forfulgt drømmen om at gøre en forskel, selvom det har haft både fysiske og sociale omkostninger. Lones livsrejse fra en opvækst i Nordjylland til en tilværelse i den indonesiske jungle har budt på mange unikke oplevelser, men også skæbnesvangre valg. I bogen fortæller hun historien om, hvorfor det har været det hele værd. (Saxo).

## Hæder
Dröscher Nielsen blev udnævnt til Ridder af Dannebrog i 2014.

## Eksterne links
- Meet Lone at Orangutan Outreach Arkiveret 11. marts 2012 hos  Wayback Machine (engelsk)
- Video af Lone Drøscher Nielsens præsentation på Qi GLOBAL 2009 (engelsk)